# Shirakawa (Ōno)
Shirakawa (jap. 白川村 Shirakawa-mura) – wieś w Japonii, na wyspie Honsiu, w prefekturze Gifu. Według danych na rok 2020 miejscowość zamieszkiwało 1 511 mieszkańców , a gęstość zaludnienia wyniosła 4,2 os./km².